# Cantonul Juvisy-sur-Orge
Cantonul Juvisy-sur-Orge este un canton din arondismentul Palaiseau, departamentul Essonne, regiunea Île-de-France, Franța.

## Comune
| Comune           | Populație (1999) | Cod poștal | Cod INSEE   |
| ---------------- | ---------------- | ---------- | ----------- |
| Juvisy-sur-Orge  | 14.634 hab.      | 91260      | 91 3 41 326 |
| Savigny-sur-Orge | 36.842 hab.      | 91600      | 91 3 99 589 |